# Carl Reinhold Kökeritz
Carl Reinhold Kökeritz, född 21 mars 1797 i Sala, Västmanlands län, död 9 december 1874 i Levide församling, Gotlands län, var en svensk häradshövding.

## Biografi
Carl Reinhold Kökeritz föddes 1797 i Sala. Han var häradshövding i Gotlands södra domsaga. Kökeritz avled 1874 i Levide församling.

### Familj
Kökeritz gifte sig 14 augusti 1834 med Georgina Ulrika Charlotta Gedda (1802–1892), dotter till generaladjutanten Georg Gedda och Margareta Ulrika Flodin.